# Rusbya taxifolia
Rusbya taxifolia je druh rostliny z čeledi vřesovcovité a jediný druh rodu Rusbya. Je to epifytický keř s čárkovitými, jednožilnými, jen 2 mm širokými listy. Květy jsou jednotlivé, s válcovitě baňkovitou korunou. Plody nejsou známy. Druh byl nalezen v horských lesích středních poloh v severní Bolívii.
Rod Rusbya je v rámci čeledi Ericaceae řazen do podčeledi Vaccinioideae a tribu Vaccinieae.